# Nordre Franklinbreen
De Nordre Franklinbreen is een gletsjer op het eiland Nordaustlandet, dat deel uitmaakt van de Noorse eilandengroep Spitsbergen.
De gletsjer is vernoemd naar Britse marineofficier en ontdekkingsreiziger John Franklin (1786-1847), en Nordre betekent noordelijk.

## Geografie
De gletsjer ligt in het westen van Gustav-V-land en is ongeveer zuidoost-noordwest georiënteerd. Hij komt vanaf de ijskap Vestfonna en mondt via het Lady Franklinfjorden uit in de Noordelijke IJszee.
Op ongeveer twee kilometer zuidelijker ligt de gletsjer Søre Franklinbreen. Allebei komen uit in het Lady Franklinfjorden. Op ongeveer tien kilometer naar het noordoosten ligt de gletsjer Lindhagenbreen.